# Bob Bruijn
Jacob (Bob) Bruijn, ook Bruyn (Den Haag, 19 september 1906 - Wassenaar, 9 februari 1989) was een Nederlandse kunstschilder.

## Leven en werk
Bruijn werd in 1906 in Den Haag geboren als zoon van mr. Josua Bruijn en Jacoba Catharina de Vries. Hij werd opgeleid aan de Koninklijke Academie van Beeldende Kunsten in Den Haag. Hij was een leerling van Henk Meijer en van Georg Rueter. Hij vestigde zich als schilder in Wassenaar, waar hij van 1932 tot zijn overlijden in 1989 als kunstschilder werkzaam was. Bruijn schilderde stillevens, stadsgezichten, landschappen en portretten. Hij maakte onder meer portretten van de koninginnen Wilhelmina, Juliana en Beatrix. Ook schilderde hij in opdracht van de regering de huwelijksinzegening van Beatrix en Claus. Zijn staatsieportret van koningin Beatrix werd in 1983 geschonken aan de Nederlandse Antillen. Voor de universiteiten van Utrecht en Groningen schilderde hij de portretten van diverse hoogleraren. In opdracht van de Rabobank schilderde hij onder andere de portretten van Friedrich Wilhelm Raiffeisen en van de bestuursvoorzitter A. J. Verhage.
Bruijn was als docent verbonden aan het aan het Kunsthistorisch Instituut van de Universiteit Utrecht. Van 1950 tot 1953 was hij voorzitter van de Nederlandse Federatie van Beroepsverenigingen van Kunstenaars. Hij volgde in die functie Willem Sandberg op.
Bruijn trouwde in 1933 met jkvr. Anna Marina Adriana Röell. Hij hertrouwde na haar overlijden in 1961 met Katinka van Rood. Bruijn werd in 1977 benoemd tot ridder in de Orde van Oranje-Nassau.